# Wetzlar
Wetzlar is de hoofdstad van het district Lahn-Dill-Kreis en de op elf na grootste stad van de Duitse deelstaat Hessen. Wetzlar ligt aan de noordkant van het Rijn-Main-gebied aan de Lahn. De gemeente telt 53.000 inwoners (2019) en heeft een oppervlakte van 75,67 km².

## Geografie
Wetzlar ligt in het Lahn-Dill-gebied in Middenhessen (Mittelhessen) aan de rivier de Lahn, niet ver stroomafwaarts van waar de rivier van zuidelijke naar westelijke richting afbuigt en dicht bij de monding van de Dill. Het hoogste punt binnen stadsgrenzen is de Stoppelberg met een hoogte van 401 m boven zeeniveau. Wetzlars naburige steden zijn Gießen (15 km oostelijk), Limburg (40 km zuidwestelijk), Koblenz (90 km westelijk), Siegen (50 km noordwestelijk), Dillenburg (30 km noordelijk), Marburg (30 km noordoostelijk) en Frankfurt am Main (60 km zuidelijk). Wetzlar en Gießen zijn twee kernen van een kleine (ongeveer 200.000 inwoners) stedelijke agglomeratie in Middenhessen. De stad is binnen Hessen een Sonderstatusstadt. De heuvels rond Wetzlar in het noordwesten, het noordoosten en het zuiden zijn zwaar bebost en zeer dunbevolkt.

### Stadsgebied

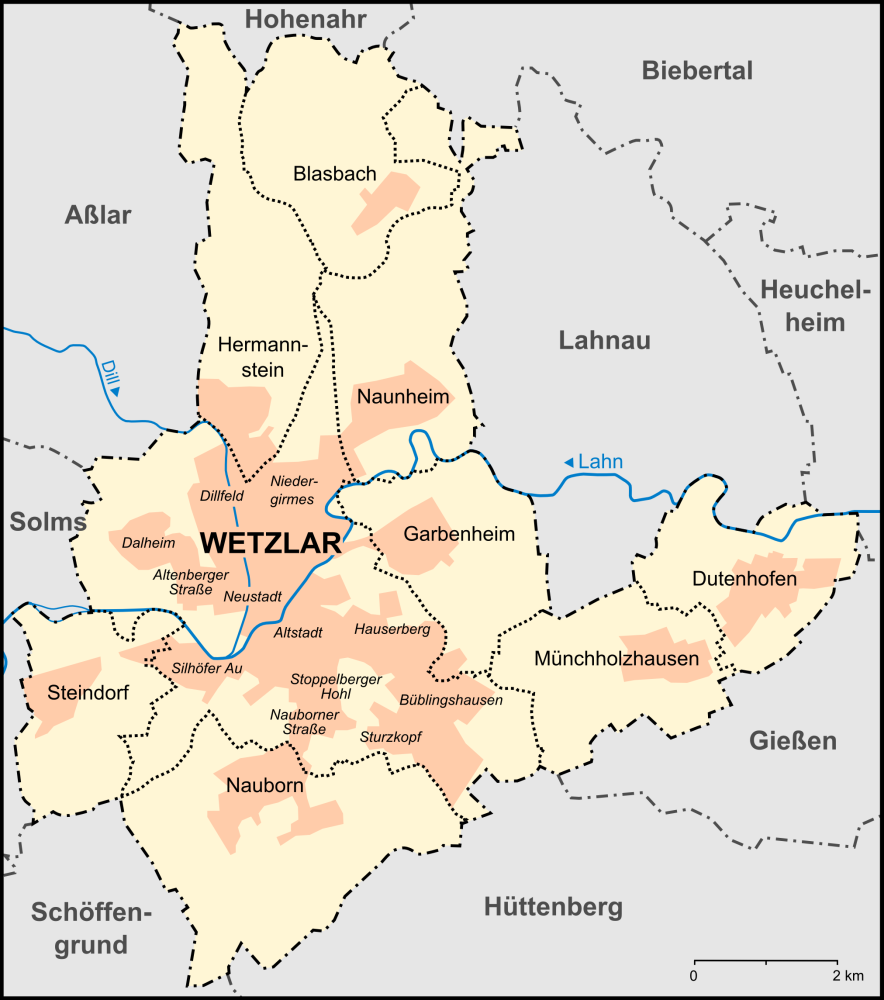
Kaart met kernen van Wetzlar

Het stadsgebied van Wetzlar bestaat uit 12 stadsdistricten en 8 kernen.
De 12 stadsdistricten zijn (Bevolking):
| - Altstadt (2.266) - Neustadt (2.013) - Hauserberg (1.951) - Büblingshausen (3.161) - Sturzkopf (3.332) - Stoppelberger Hohl (2.552) | - Nauborner Straße (2.237) - Silhöfer Aue (2.237) - Altenberger Straße (1.424) - Dalheim (3.496) - Dillfeld (0) Industriegebied - Niedergirmes (5.896) |

De 8 kernen zijn (Bevolking):
| - Hermannstein (3.650) - Blasbach (986) - Naunheim (3.929) - Garbenheim (2.149) | - Dutenhofen (3.088) - Münchholzhausen (2.476) - Nauborn (3.715) - Steindorf (1.726) |

(per 31-12-2005)

## Geschiedenis

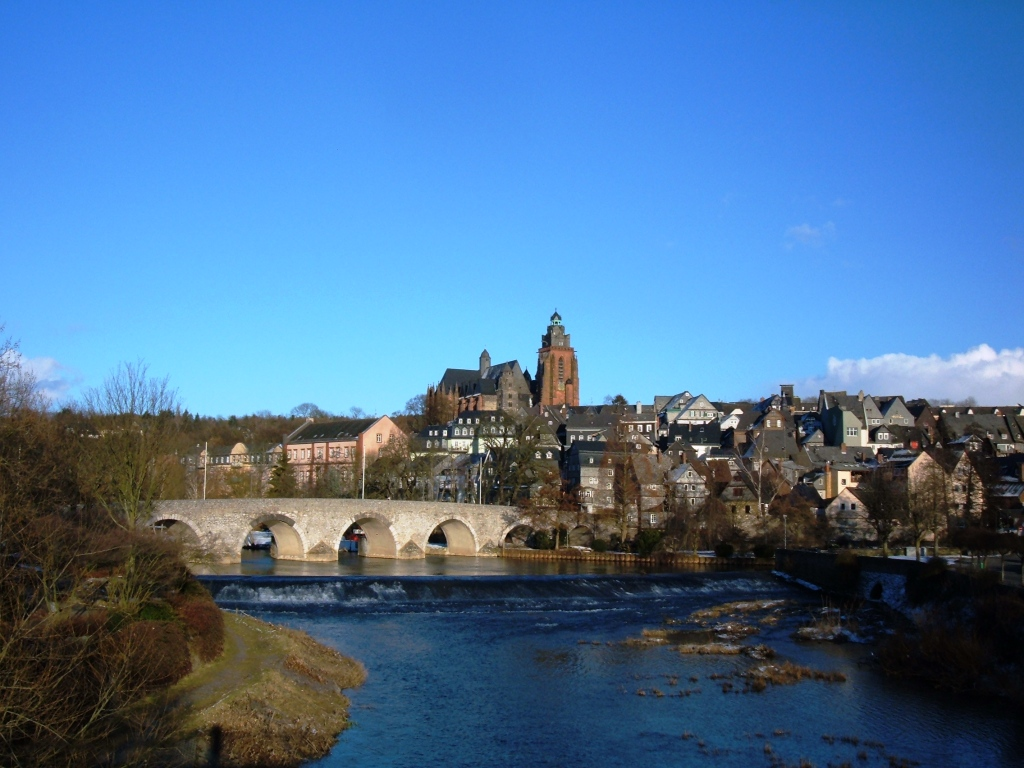
Panorama van Wetzlar

Na de Tweede Wereldoorlog werd de stad onderdeel van de nieuwe deelstaat Groot-Hessen. BBT Thermotechnik was met 10.000 personen een van de grootste werkgevers van de stad en is inmiddels onderdeel van Bosch.

## Economie en werk

### Ondernemingen
In de stad zijn een aantal internationaal bekende bedrijven gevestigd. Het bedrijf Buderus werd al in 1731 opgericht en is daarmee een van de oudste nog bestaande ondernemingen van Europa.
In 1913 werd in Wetzlar de kleinbeeld-fotografie uitgevonden door Oskar Barnack met het ontwerp voor de eerste Leica-camera van Leitz. De stad biedt nog steeds plaats aan fijnmechanische en optische industrie. Zo hebben naast Leitz ook Minox en Zeiss nog steeds vestigingen in de stad.

### Winkelen
De drukste winkelstraat van Wetzlar is de Bahnhofstraße.
Verder heeft Wetzlar twee grote winkelcentra, waarvan FORUM Wetzlar het grootst is in Mittelhessen. Er zijn meer dan 100 winkels met een groot parkeerterrein. De kleinere winkels vind je voornamelijk in het oude centrum en in de Bahnhofsstrasse en Karl-Kellner-Ring. In de ‘Altstadt’ kan men hier en daar nog oude, onder monumentenzorg staande huizen vinden.

## Cultuur en bezienswaardigheden

### Oude Stad en Dom van Wetzlar

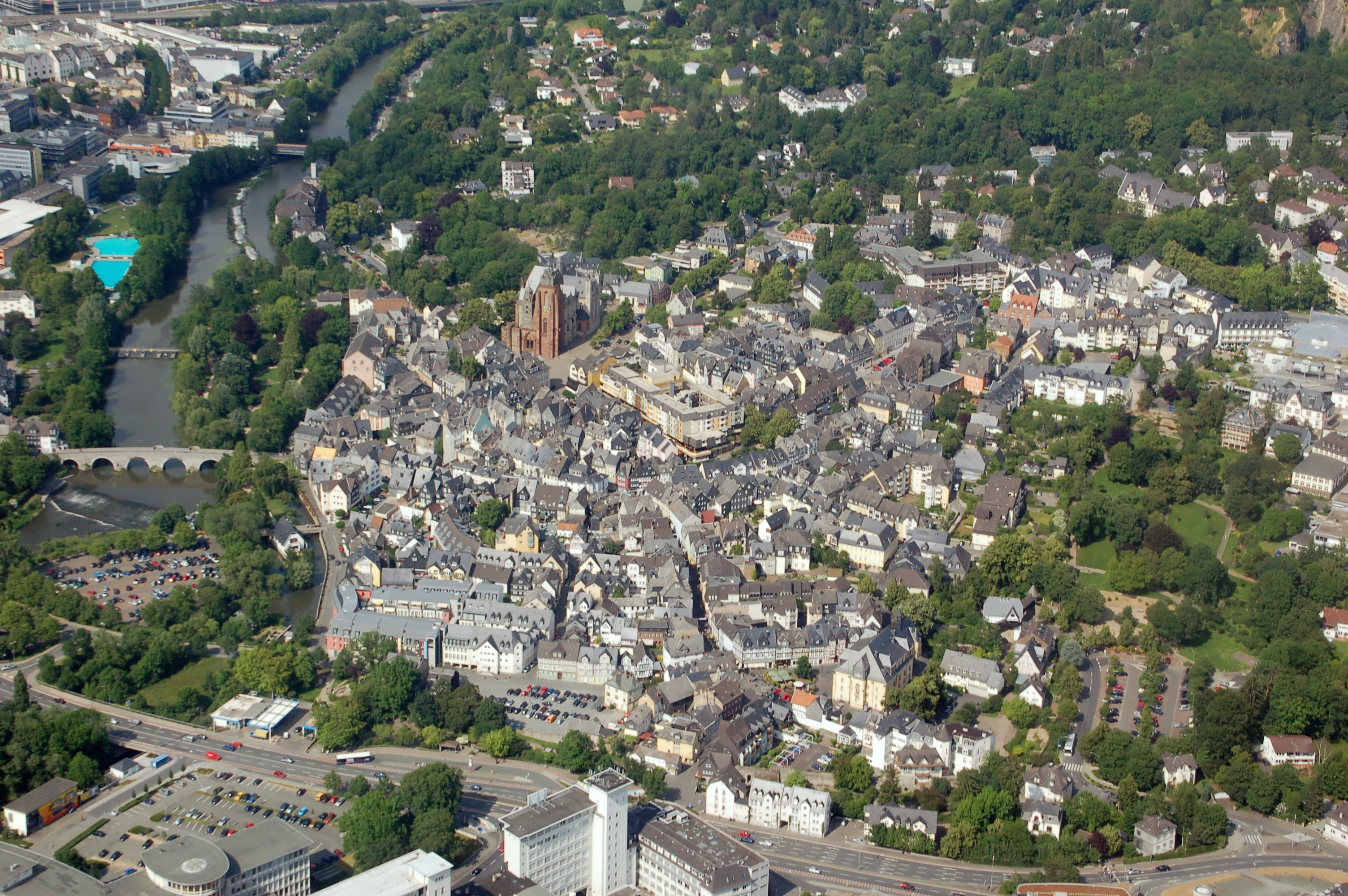
Luchtfoto uitzicht op de oude stad

In het centrum (Altstadt) staan veel historische vakwerkhuizen en gebouwen in de romaanse stijl, maar ook gotiek en renaissance worden er aangetroffen. De bouw van de Dom van Wetzlar werd in 1230 begonnen en de bouw is nog steeds niet voltooid. Het is een van de vier kerken in Duitsland waarin zowel katholieke als protestantse diensten gehouden worden.

### Monumenten en gebouwen
- Rijkskamergerecht was een van twee hoogste gerechtelijke instellingen in het Heilige Roomse Rijk
- De Oude Lahnbrug is een van het oudste boogbruggen in Hessen
- Arena Wetzlar is een arena in Wetzlar voor conferenties en vergaderingen.
- Dom van Wetzlar, de grootste kerk in Wetzlar.
- Het Lottehaus, historische woning van het meisje waar Goethe verliefd op was en over schreef.

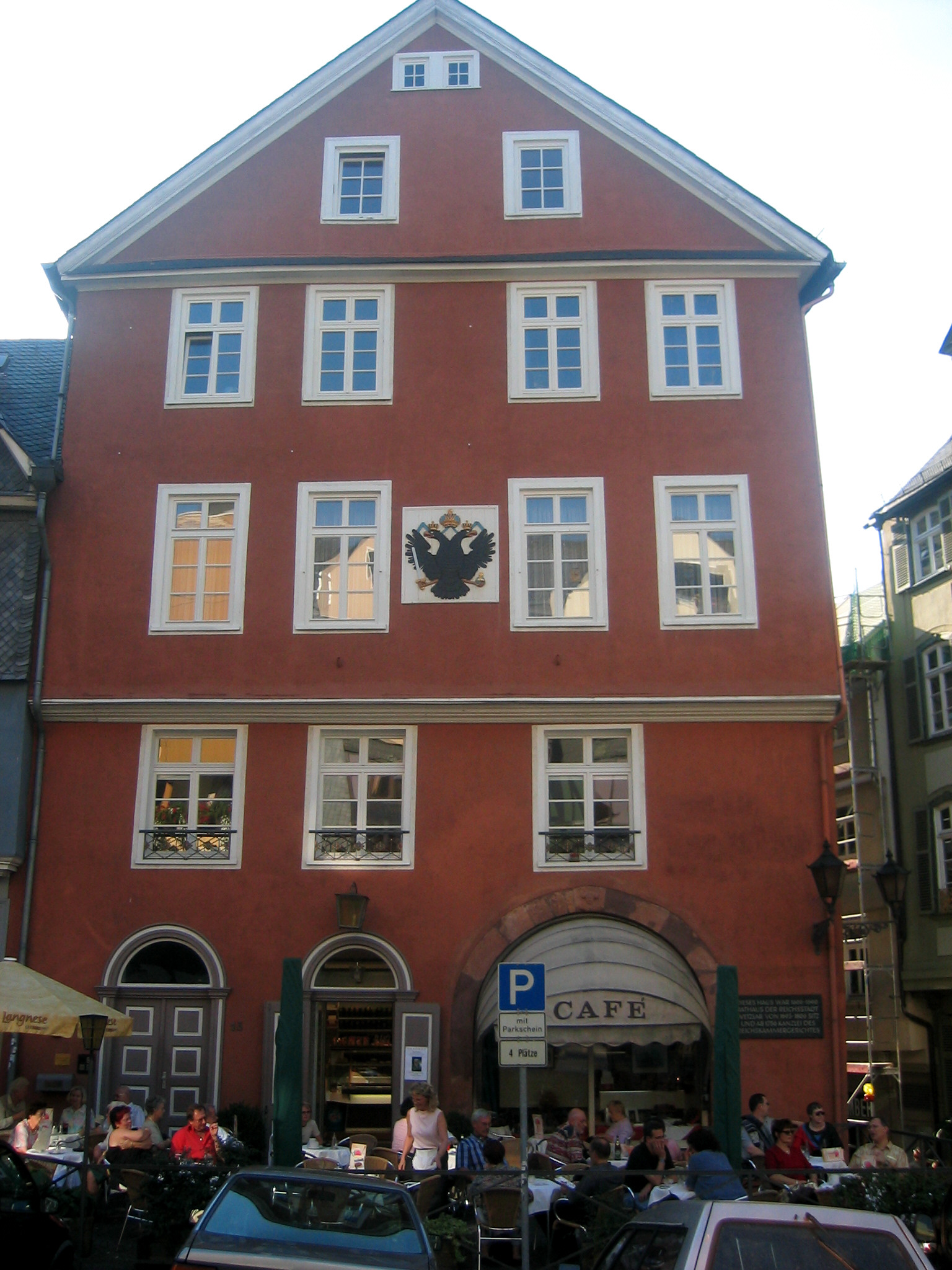
Rijkskamergerecht
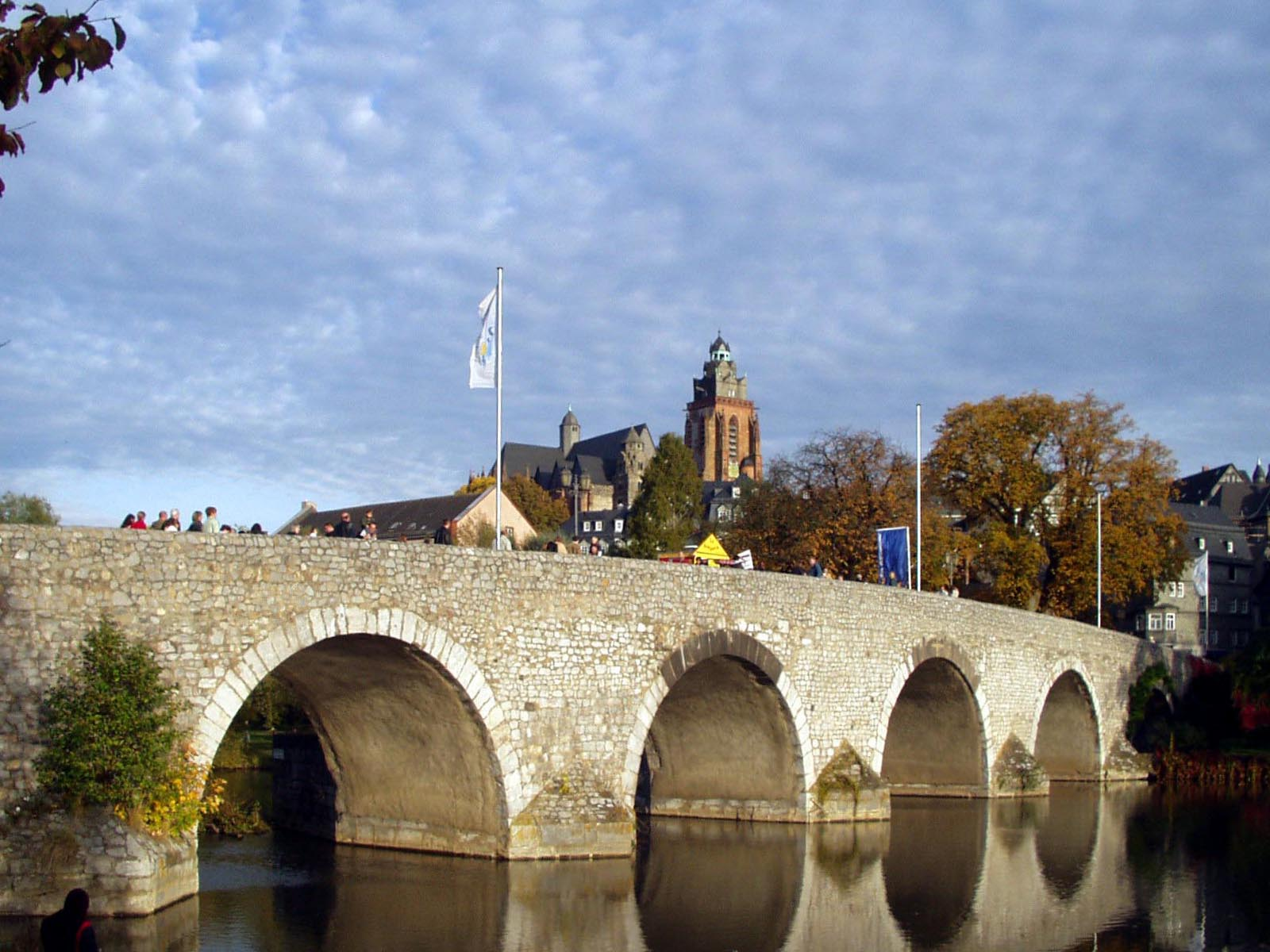
Oude Lahnbrug
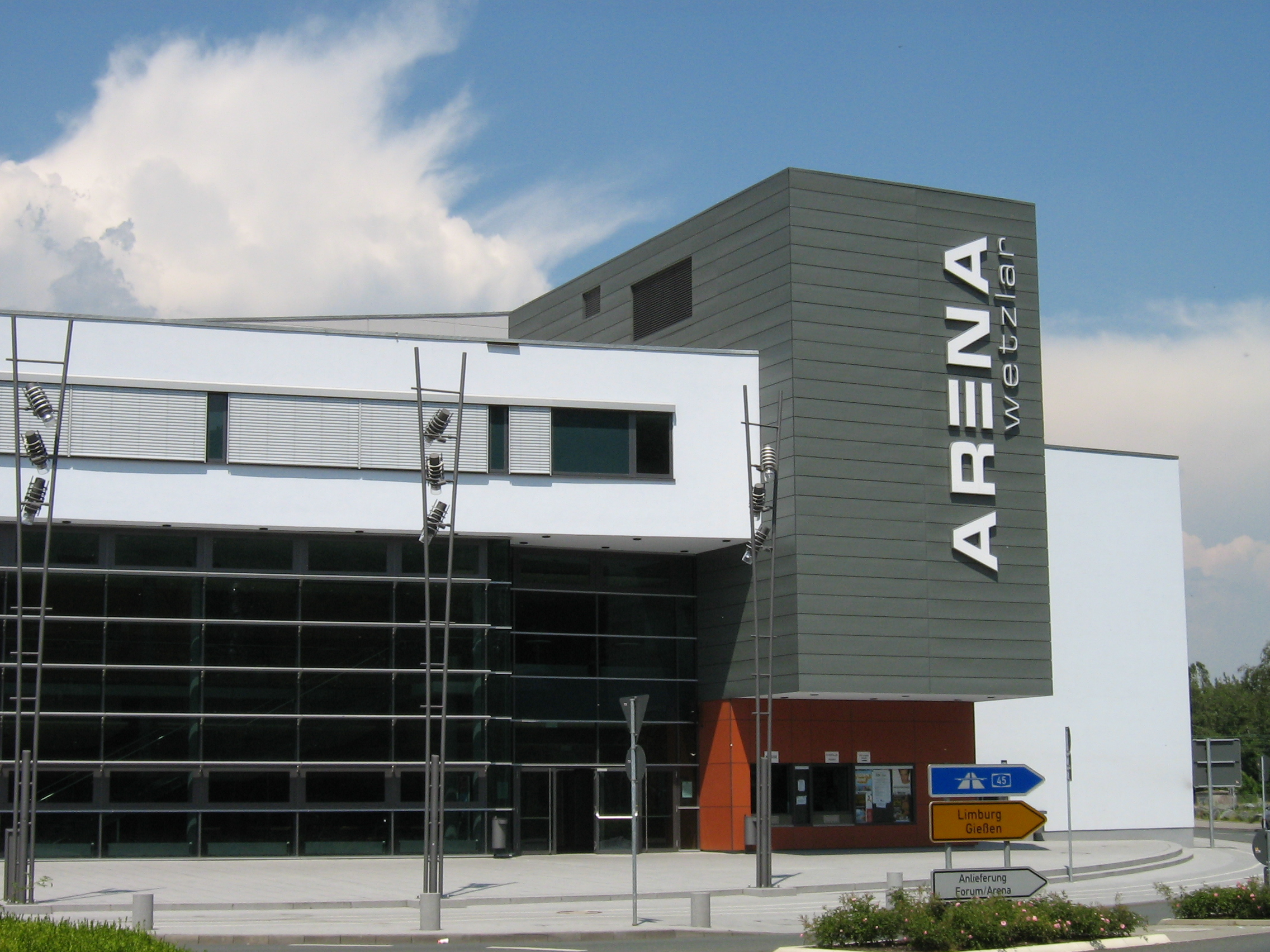
Arena Wetzlar
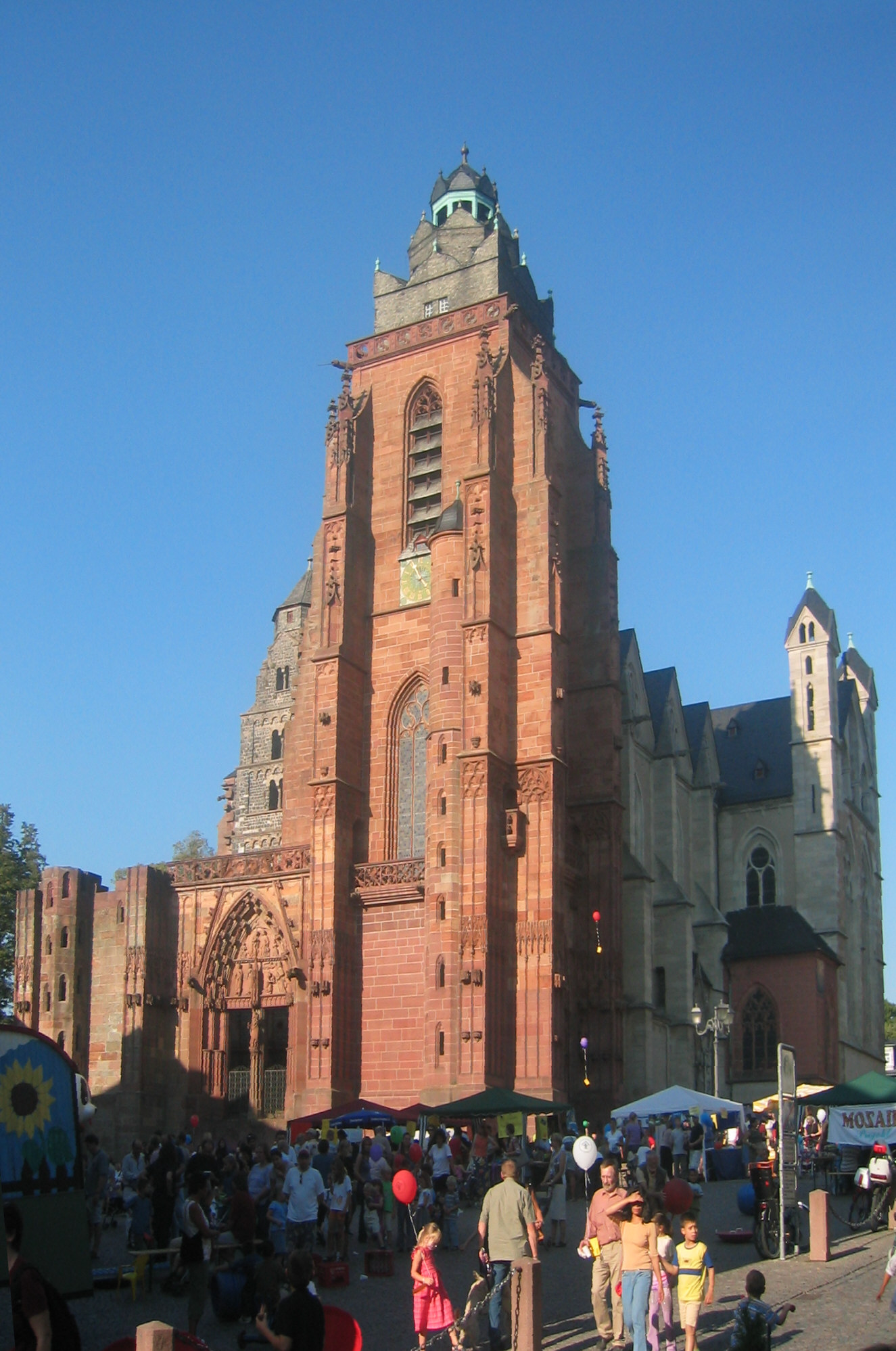
Dom van Wetzlar

## Verkeer en vervoer

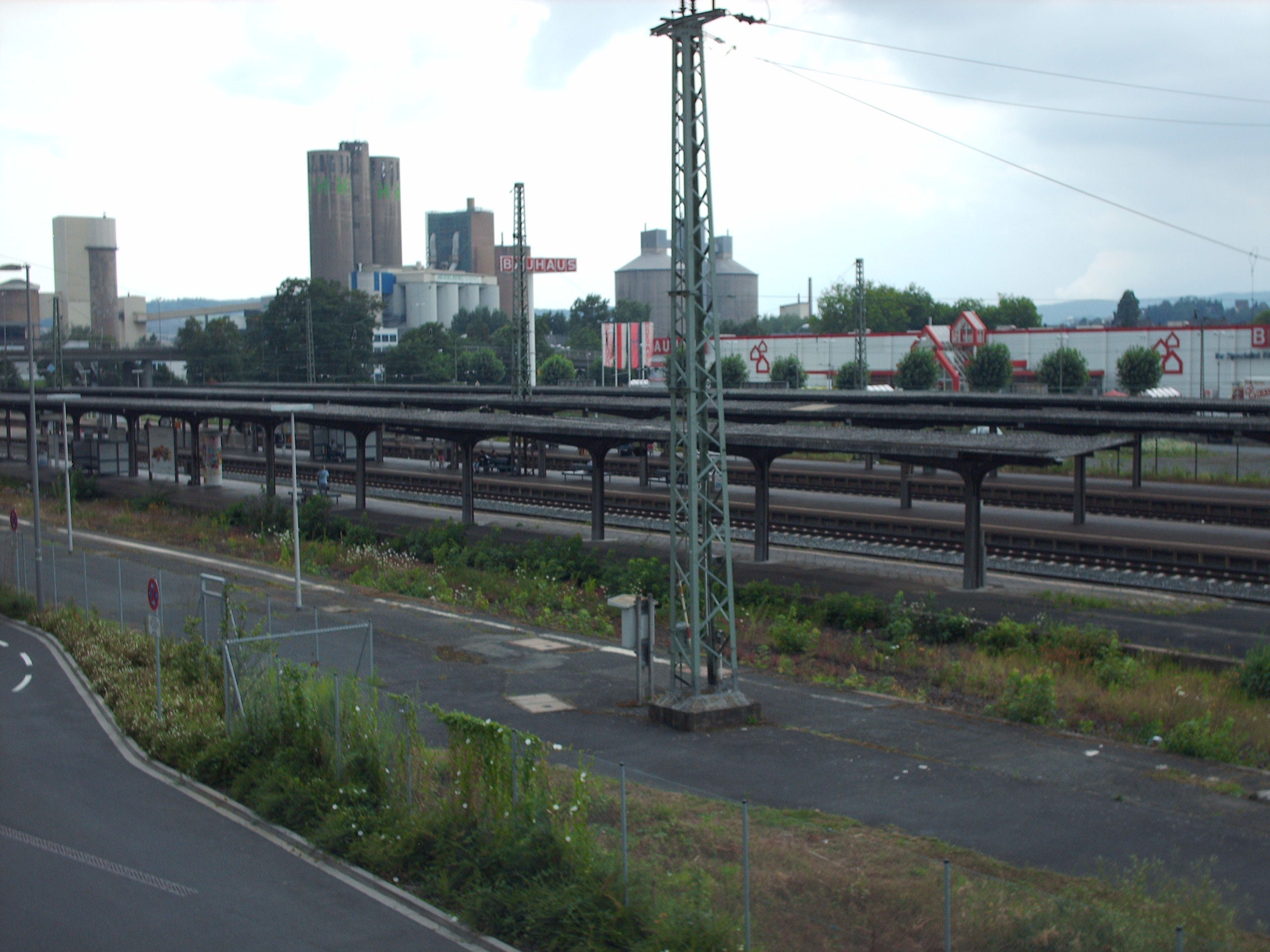
Het station van Wetzlar

Autosnelweg: Wetzlar ligt nabij de A 45 (Sauerlandautobahn Dortmund - Aschaffenburg) met de verbindingen Wetzlarer Kreuz (De A 480 verbindt Wetzlar in het noorden, Asslar en Wetzlar-Blasbach), Wetzlar-Ost (aan B49 in het centrum) en Wetzlar-Süd (in de zuidelijke wijken Münchholzhausen en Dutenhofen). De autosnelweg A 48 zou eigenlijk van de grens van Luxemburg over Trier door het Westerwald tot aan het Hattenbacher Dreieck moeten leiden naar de A7. Vanwege de kosten werd het nooit volledig gerealiseerd. De B 49 vormt het alternatief. Het deel van de A 48 tussen Gießen en Wetzlar wordt A 480 genoemd en leidt slechts van Wetzlar in het noorden/Asslar tot het Kreuz Wetzlar en voorbij dat tot het huidige autosnelwegeind met de geïmproviseerde einde na Wetzlar-Blasbach. Een tiental kilometers naar het noordoosten van Gießen eindigt het tot dusver ontbrekende deel voort en leidt van Heuchelheim tot het Reiskirchener Dreieck bij de A 5.
Bundesstraßen: De volgende Bundesstraßen leiden door de stad: B 49 (Trier-Wetzlar-Alsfeld) in richting oost-west en B 277 (Siegen-Dillenburg-Wetzlar) als noord-zuidverbinding. B277a is eerder een ringweg, verbindt het Asslar aan Wetzlar-Dalheim. Tussen Wetzlar en Limburg (B49) is de weg verbreed tot twee rijstroken in elke richting.
Spoorwegen: Wetzlar ligt aan de spoorlijnen Frankfurt am Main - Siegen - Keulen en Gießen - Limburg - Koblenz, die bij elkaar komen in station van Wetzlar. Dit station ontvangt RegionalBahn en RegionalExpresstreinen. Naast de Station Wetzlar staat een ander station in de wijk Dutenhofen. Het vroegere station in de wijk Wetzlar-Garbenheim werd gesloten. De goederenpost werd kleiner. Steden, die van Wetzlar direct bereikbaar zijn: Hamm, Münster, Koblenz, Frankfurt am Main en Siegen.
Openbaar vervoer: De stad heeft een stedelijk buslijnennetwerk met twaalf lijnen. Deze hebben allen een verbinding aan het centrale busstation (ZOB), komen daarnaast nog diverse lijnen in het omringende platteland van Wetzlar. De tarieven zijn vastgesteld door het regionaal vervoersverband RMV.
Luchtvaart: De afstand naar de Luchthaven Frankfurt is ongeveer 70 km, de regionale luchthaven Siegen ligt op ongeveer 40 km.

### Wapen
Het wapen van Wetzlar zou omschreven kunnen worden als een adelaar gewapend met een sabel, en bekroonde of, over zijn rechtse vleugel een dwars argent pattée. De zwarte Keizeradelaar op een rode achtergrond en met een gouden kroon betekent de vroegere Keizerurgentie van de stad als Vrije Keizerstad. Het zilveren kruis betekent het recht van de vroegere Keizerstad op muntmuntstukken. De wapens zijn bijna onveranderd van die gedragen in de 12e eeuw. Een nieuwe versie van het wapenschild moest in 2003 geïntroduceerd te zijn, maar het sloeg niet aan. Uiteindelijk, werden de "oude" wapens gehouden.

## Opleiding en onderzoek
De twee dichtstbijzijnde universiteiten zijn die van Marburg en Gießen. In Wetzlar zijn studies van de Technische Hochschule Mittelhessen, StudiumPlus genaamd, waar de studenten studeren en tegelijkertijd werken. In de stad zijn verder alle belangrijke onderwijstypen die in Duitsland bestaan aanwezig.

## Sport
Wetzlar heeft twee sportclubs die in hun hoogste respectievelijke Liga's uitkomen:
- HSG Wetzlar (Handbal)
- RSV Lahn-Dill (Rolstoelbasketbal)

De voetbalclub van Wetzlar speelt in de Hessenliga
- Eintracht Wetzlar (Voetbal)

## Stedenbanden
Wetzlar heeft een stedenband met:
- Colchester (Verenigd Koninkrijk)
- Siena (Italië)
- Avignon (Frankrijk)
- Berlijn-Neukölln (Duitsland)
- Ilmenau (Duitsland)
- Písek (Tsjechië)
- Schladming (Oostenrijk)
- Windhoek (Namibië)
- Reith bij Kitzbühel (Oostenrijk), vriendschappelijke relaties met Wetzlar-Garbenheim

### Geboren in Wetzlar
- Charlotte Buff (11 januari 1753 - 16 januari 1828), Lotte in "Die Leiden des jungen Werthers"
- Hieronymus von Colloredo-Mannsfeld (30 maart 1775 - 23 juli 1822), Oostenrijks militair
- Julius Constantijn Rijk (15 januari 1787 – 2 mei 1854), Nederlands politicus
- Friedrich Bertram Sixt von Armin (27 november 1851 - 30 september 1936), generaal
- Gisela May (31 mei 1924 - 2 december 2016), actrice en zangeres
- Panacea (19 augustus 1976), dj
- Cenk Tosun (7 juni 1991), Turks-Duits voetballer
- Felix Lohkemper (26 januari 1995), voetballer